# Joan Mari Torrealdai
Joan Mari Torrealdai Nabea (Forúa, Vizcaya, 24 de noviembre de 1942 - Usúrbil, Guipúzcoa, 31 de julio de 2020) fue un escritor español, académico de la lengua vasca, periodista y sociólogo, también fue franciscano. Director de la revista Jakin y presidente del consejo de administración del Periódico Euskaldunon Egunkaria.
Fue un prolífico escritor, escribiendo obras como el XX. mendeko euskal liburuen katalogoa (1990-1992), El libro negro del euskera (1998) y Artaziak. Euskal liburuak eta Francoren zentsura, 1936-1983 (2000).

## Biografía
Ingresó en el Seminario de Aránzazu con 12 años en 1954. Durante años trabajó en el mundo del euskera y de la cultura: director del quincenario Anaitasuna; cofundador de la editorial Elkar; miembro del Patronato de la Fundación Elkar; comenzó a dirigir la revista Jakin en 1960 y del que fue director entre 1964-1969 y 1977-2002. Precisamente, en esa primera etapa como director, la revista fue clausurada por la censura. En 1972 realizó estudios de teología en Toulouse. Fue secretario de la Asociación de Escritores Vascos de 1969 a 1977 y secretario de la Asociación de Sociólogos Vascos de 1979 a 1980. Fue miembro del Consejo de Administración y presidente del diario Euskaldunon Egunkaria desde su fundación. 
En 1985 se licenció en Ciencias de la Información por la Universidad del País Vasco, donde presentó su primera tesina en euskera, ETB y el problema del euskera. En 1991 se doctoró en Sociología y Ciencias Políticas por la Universidad de Deusto con la censura franquista (1936-1983).
En 2016 obtuvo el Premio Manuel Lekuona de Sociedad de Estudios Vascos. En 2015, Torrealdai comunicó que padecía cáncer de médula ósea, una enfermedad que relacionaba con las torturas que sufrió durante su detención en el proceso de cierre del diario Euskaldunon Egunkaria. Sus últimos años fueron con altibajos de salud debido a este cáncer y su situación empeoró en los últimos días de julio de 2020. Falleció en su domicilio el 31 de julio, tras ser saludado por familiares y amigos cercanos.

## Investigaciones
Tenía más de una titulación universitaria.  Se licenció en Teología en Toulouse, en París en Ciencias Sociales (más conocida ahora como sociología) y se licenció en Ciencias de la Información por la Universidad del País Vasco, rama por la que obtuvo el doctorado presentando la primera tesis en euskera de la facultad: Euskal Telebista eta euskera. Finalmente, se doctoró en Sociología y Ciencias Políticas por la Universidad de Deusto. Sus principales temas de investigación son la historia social del euskera y la cultura escrita en euskera, el mundo del libro, los medios de comunicación en euskera y la cuestión de la censura durante el franquismo.
A partir de 1976 da cuenta de la cosecha anual de libros, sin falta desde 1976. Recogía todos los datos de todos los libros publicados en euskera a partir de la lista creada, reflexionaba sobre la producción en euskera, señalando los puntos fuertes y débiles. El informe del estudio lo publicaba como artículo en la revista Jakin. "Euskal liburugintza 1976"... Estos fueron artículos titulados "Euskal liburugintza 2017", el último de los cuales, la lista de 2017, fue publicada en 2020.
Joan Mari Torrealdai trabajó mucho para Real Academia de la Lengua Vasca. Además del informe elaborado para el Congreso de Vergara (1978), el académico emérito trabajó desde 2009 especialmente en el ámbito de la Biblioteca Azkue y las publicaciones. En 2011 asumió la dirección de la Biblioteca Azkue, y fue nombrado Bibliotecario de Honor de la Biblioteca Azkue.
En una vida dedicada a los libros, con el fin de lograr un paso significativo en la consolidación de la producción bibliográfica vasca, realizó grandes esfuerzos para crear la Biblioteca Nacional Vasca. El proyecto de la Biblioteca Nacional tenía especial relevancia para Torrealdai, que también se había volcado en los últimos años en los trabajos en torno a este proyecto y había escrito y argumentado una profunda reflexión para motivar a las instituciones a que lo crearan. En ese sentido, supuso un hito el discurso de nombramiento cuando fue nombrado miembro de número de la Academia de la Lengua Vasca en 2009: Bibliografiatik Bibliotekara. Esperantzari leihoa (De la bibliografia a la bilblioteca. Ventana a la esperanza). Mencionó que esta ventana abierta a la esperanza lleva mucho tiempo abierta (Torrealdai mencionó el periodo 1914-1923 en aquella conferencia, a mediados de la era histórica del Renacimiento Vasco) pero lamentablemente el euskera sigue sin tener biblioteca nacional.

## Creador de la editorialElkar
Elkar nació en 1975 con el objetivo de impulsar la cultura vasca. La producción de libros en euskera era prácticamente nula para poder hacer posible la edición y distribución. Joan Mari Torrealdai fue uno de esos agentes. De hecho, él era uno de los principales promotores que en aquella época se movía por un proyecto de estas características, ya que es conocido por él mismo en Zelakola para hacer y promocionar la producción de libros en euskera.
La editorial ha trabajado desde entonces en la producción discográfica y bibliográfica, tanto para publicar obras de músicos y escritores vascos, como para ayudar a cubrir las carencias y necesidades de nuestra cultura. Como consecuencia de la actividad de estos años, en el catálogo de Elkar se recogen más de 2500 referencias.
La editorial Elkar forma parte de un amplio grupo de empresas que se reunieron en el seno de la Fundación Elkar en la década de los 90. Torrrealdai ha sido miembro del Patronato de la Fundación Elkar durante todos estos años.

## Director de la revistaJakin

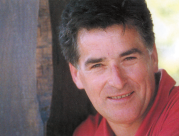
Torrealdai en 1990

Jakin es un grupo cultural, revista y editorial de Euskal Herria. La revista fue creada en Aránzazu (Oñate) en 1956, en pleno franquismo, y es una de las más veteranas entre las que se lanzan en euskera. Aborda "la cultura y el pensamiento". Los miembros históricos destacados de Jakin Taldea son Joseba Intxausti, Joxe Azurmendi, Paulo Agirrebaltzategi y el propio Joan Mari Torrealdai. Comenzó a dirigir la revista Jakin en 1960, siendo director entre 1967-1969 y 1977-2014. En esa primera etapa, siendo director, se instaló inicialmente en San Sebastián y tomó el aspecto de la revista francesa Esprit, pero en 1969 la revista fue clausurada por censura. Cuando el grupo volvió a reunirse físicamente poco después de la muerte de Franco iniciaron nuevos proyectos en 1977. Fue fundada por UZEI y convertida en editorial Jakin (Jakin Sorta); Torrealdai, Intxausti y Agirrebalzategi fueron directores en aquellos años. En 1977 vuelve a ser despedido bajo la dirección de L. A. Bilbao y J.M. Torrealdai. En la nueva etapa post-dictatorial, Jakin se define como una revista crítica cultural que abordará diferentes ámbitos como la sociología, el derecho, la filosofía, la ciencia o la literatura.
En 2014 la periodista y experta en antropología social Lorea Agirre tomó el relevo en la dirección de la revista. Joan Mari Torrealdai se convirtió en presidente de la Fundación Jakin.
En el nuevo Consejo Editorial se incorporaron investigadores procedentes del ámbito de la antropología, el arte, la filosofía, el periodismo, la librería, la creación y la sociología. Y siguen trabajando todo tipo de temas relacionados con la actividad popular, cultural o euskaltzale. Los otros miembros de la nueva dirección fueron Haizea Barcenilla, Harkaitz Cano, Idurre Eskisabel, Patxi Juaristi, Joanmari Larrarte, Maialen Lujanbio, Imanol Murua Uria, Andoni Olariaga, Olatz Osa, Gexan Sors y Eguzki Urteaga, y Xabier Eizagirre como redactor jefe.

## Presidente del consejo del periódico Euskaldunon Egunkaria (2000-2003)

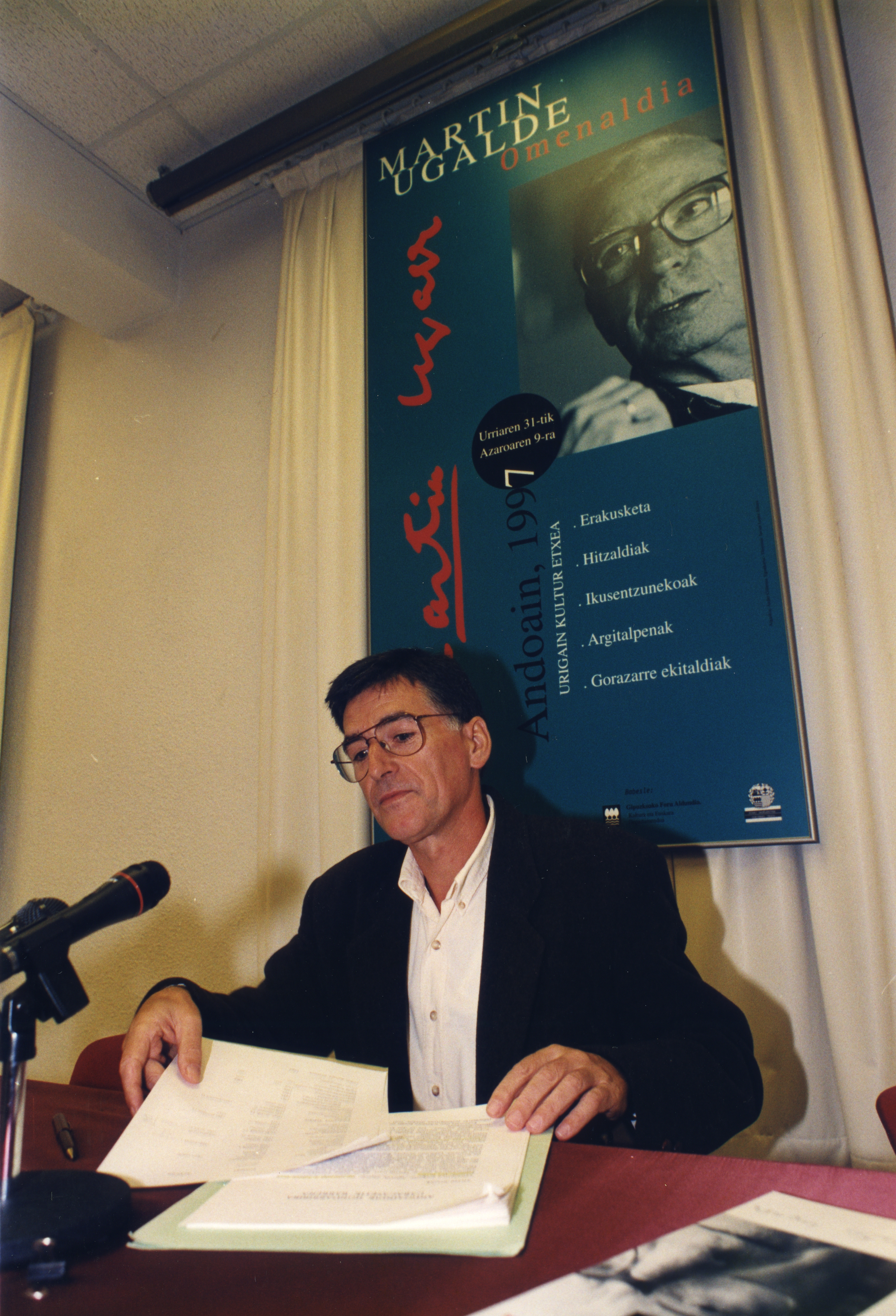
Homenaje en el acto a Martín de Ugalde en 1997 (fuente: Aiurri Aldizkaria)

Cuando se creó Euskaldunon Egunkaria en 1990, fue miembro del consejo de administración y presidente del consejo editorial. En 2000 se convirtió en presidente del consejo de administración. En 2003, durante el proceso de cierre del diario Euskaldunon Egunkaria, fue detenido, torturado e ingresado en prisión junto a otros miembros del consejo de administración (Txema Auzmendi, Martxelo Otamendi, Xabier Oleaga e Iñaki Uria).
Fue el Gobierno español de entonces el que inició el proceso acusado de que el periódico estuviera en contacto con ETA. En 2010, la Audiencia Nacional reconoció la inocencia de Torrealdai, Otamendi, Uria, Auzmendi y Oleaga, criticando duramente los argumentos de las acusaciones y negando su vinculación con ETA. Esta sentencia no fue aceptada por las asociaciones nacionalistas españolas AVT y Dignidad y Justicia, que formaban parte de la acusación. Sin embargo, el asunto económico continuó. En 2012, el Tribunal de Derechos Humanos de Estrasburgo consideró probado que Martxelo Otamendi, miembro de la dirección de Egunkaria, había sufrido torturas por parte de la Guardia Civil y condenó al Gobierno español por no haber hecho nada;  Otamendi fue detenido junto a Torrealdai. En 2014, el caso económico de Egunkaria fue archivado por los tribunales. Entonces terminaron todos los pleitos, después de 11 años.

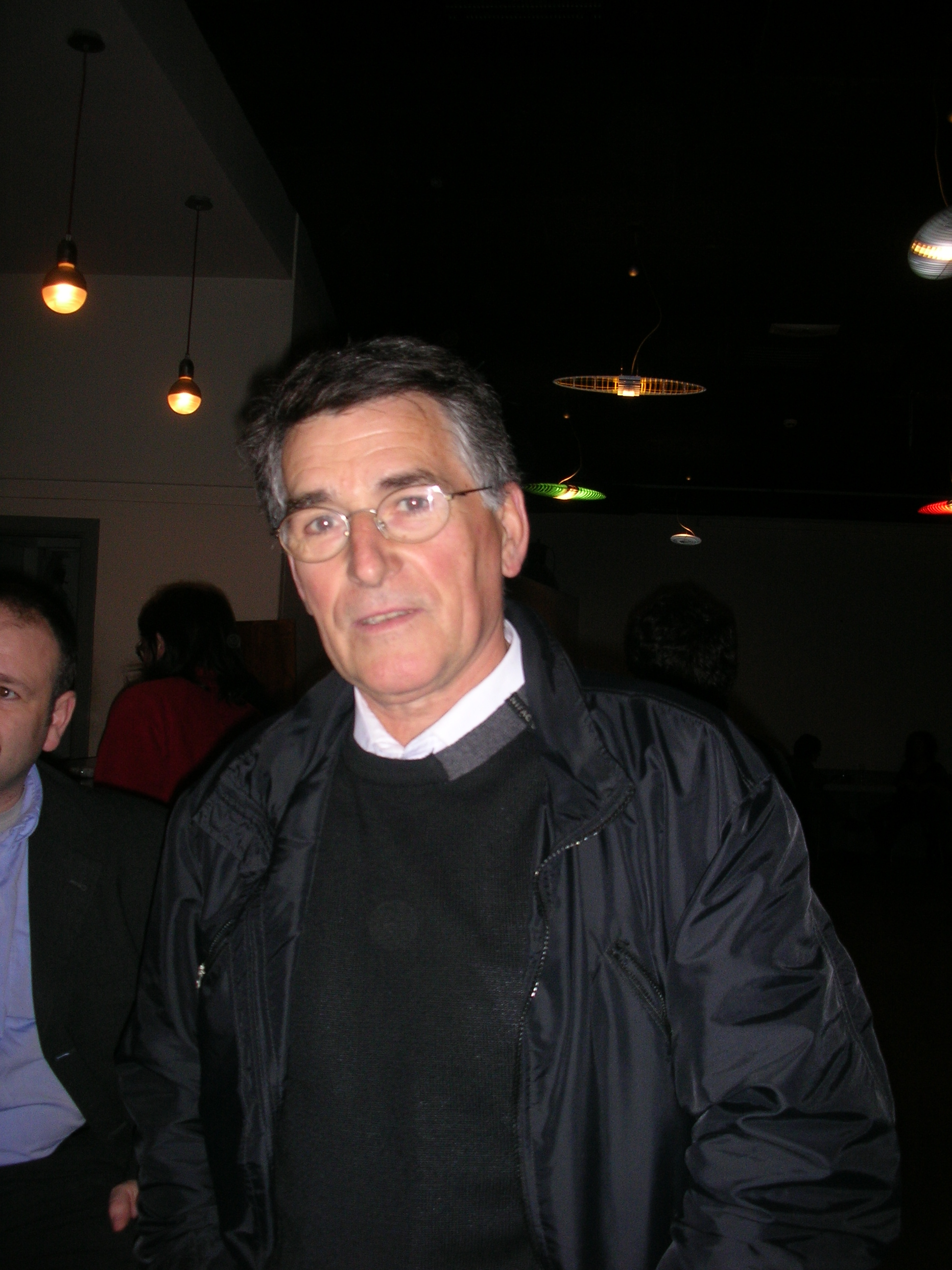
Joan Mari Torrealdai, académico de la lengua vasca (2009)

El propio Torrealdai no denunció inicialmente las torturas: tardó cinco años en expulsar el dolor. Fue una herida profunda. Y no terminó después de su detención: le siguieron 11 años de largos pleitos — Torrealdai estaba en la causa principal y económica —. Pero el daño estaba hecho: daño personal y perjuicio profesional. Denunció que le habían "masacrado": muchos de los papeles que le habían llevado no le habían sido devueltos y los que le habían devuelto estaban desordenados. "No es hecho sin voluntad. Te borran la memoria porque saben que la fuerza de alguien como yo está en sus informes. No he hecho ningún trabajo basado en mis búsquedas de información desde entonces".

## Académico de la lengua vasca (2007)
En 1958 comenzó a escribir en euskera. Fue nombrado miembro correspondiente de la Real Academia de la Lengua Vasca el 27 de junio de 1975 y miembro de número de la misma el 30 de noviembre de 2007. El 31 de octubre de 2009 leyó en Forúa la conferencia introductoria "de la bibliografía a la biblioteca, la ventana a la esperanza". En 2017 fue nombrado miembro de número emérito de la Real Academia de la Lengua Vasca junto con Patxi Uribarren.
Además del informe elaborado en la Real Academia de la Lengua Vasca para el Congreso de Vergara (1978), desde 2009 trabajó especialmente en el ámbito de la Biblioteca Azkue y en publicaciones. Desde el fallecimiento en 2011 del académico José Antonio Arana hasta 2017 fue bibliotecario académico y a partir de entonces bibliotecario honorario. Entre otros preparó publicaciones de los académicos Ricardo Arregui, Karlos Santamaria, Martin Ugalde, Luis Villasante. Fue miembro del consejo asesor de la revista Euskara de la Real Academia de la Lengua Vasca desde 2009.

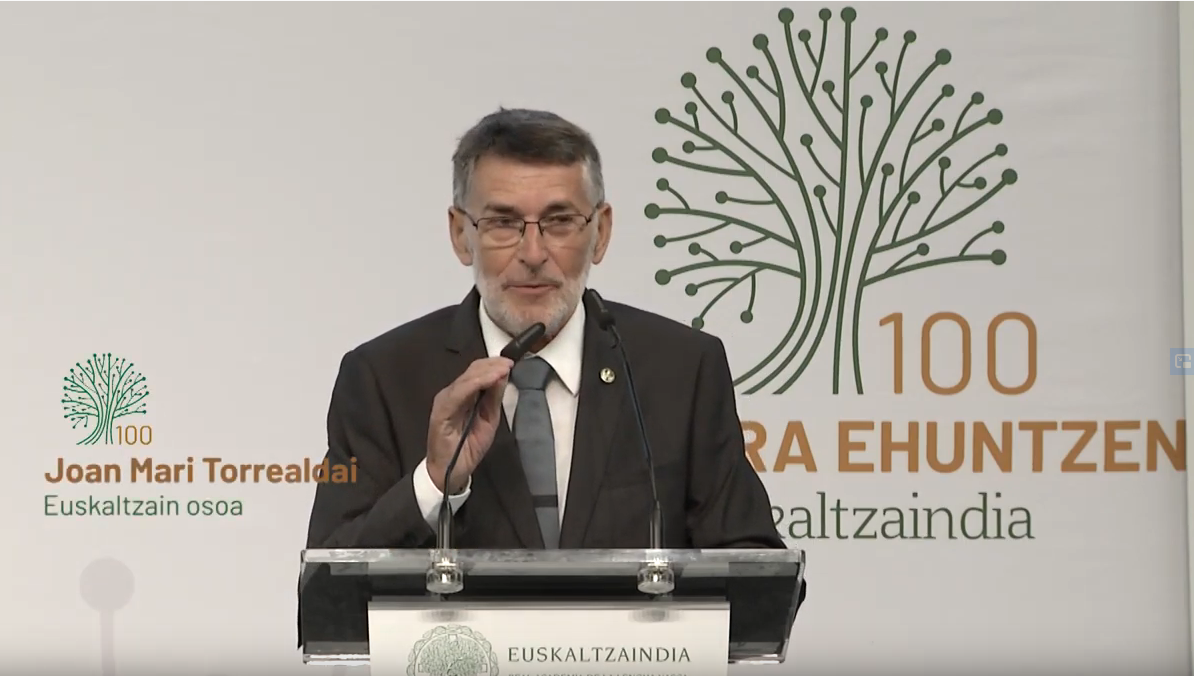
Torrealdai en Aránzazu, en 2018

En el congreso que la Real Academia de la Lengua Vasca organizó en 2018 para conmemorar los 50 años del euskera unificado, Torrealdai fue quien leyó la "declaración del Euskera Unificado". El documento reafirmaba la importancia, trayectoria y retos del euskera batua en diez puntos y fue firmado por 36 agentes públicos y privados.

## Presidente de la Fundación PuntuEUS (2015-2017)

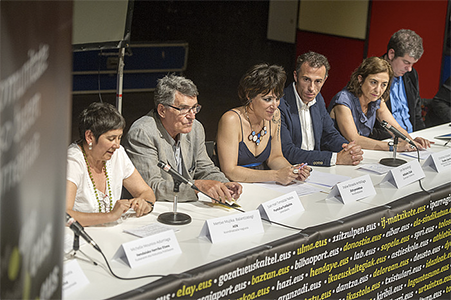
Torrealdai, en una reunión de la Fundación PuntuEUS

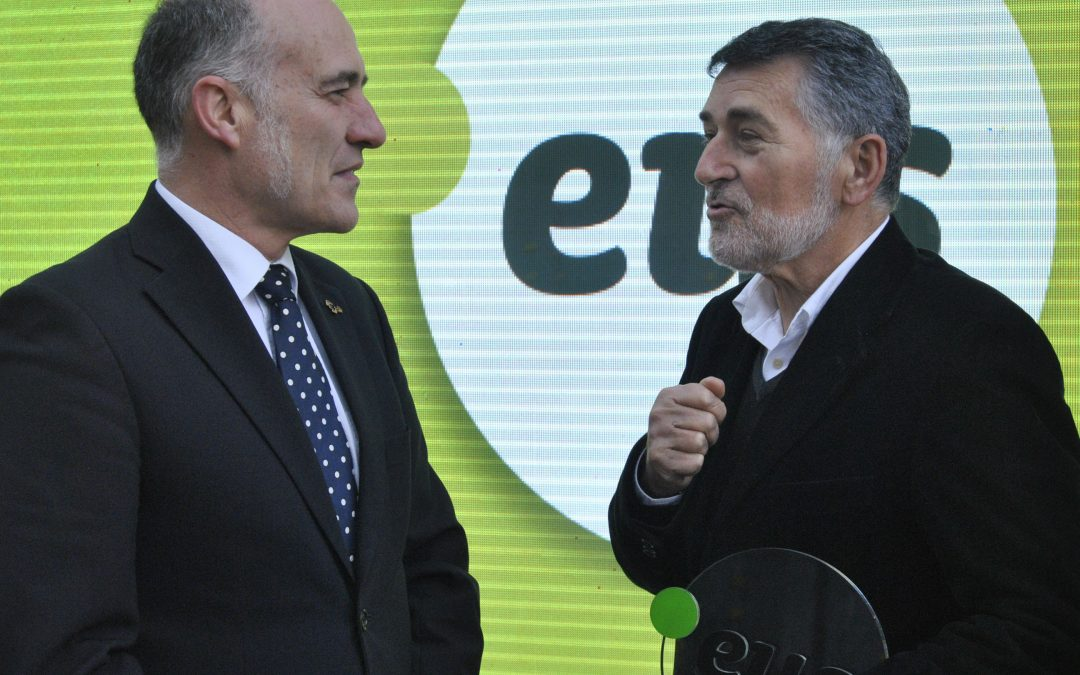
Torrealdai pasando la presidencia a Gorizelaia de PuntuEUS, en 2017.

Joan Mari Torrealdai fue presidente de la Fundación PuntuEUS entre 2015 y 2017.  Esta fundación creó el dominio .eus en Internet en 2013 y desde entonces es el dominio general de Internet de la Comunidad de la Cultura Vasca, con el fin de fomentar el euskera y la cultura vasca y cohesionar la Comunidad de la Cultura Vasca.
Cuando el dominio PuntuEUS fue reconocido oficialmente en 2013, Andoni Sagarna fue el primer presidente de la Fundación. En 2015 Torrealdai fue elegido nuevo presidente, también en nombre de la Real Academia de la Lengua Vasca. Los dos años de Torrealdai fueron importantes: el dominio se estabilizó y lo hicieron viable. Además, identificaron los retos hasta 2020 y renovaron el Patronato de la Fundación con la integración de nuevas instituciones (Kontseilua, Euskal Idazleen Elkartea, EKE, ESLE, Euskaltel, Real Academia de la Lengua Vasca, UPV, EITB y PuntuEUS Elkartea). La primera tarea del nuevo patronato fue la elección del nuevo lehendakari y en adelante Iñaki Goirizelaia sería el presidente de la Fundación PuntuEUS en nombre de la UPV.

## Obras
Además de numerosos artículos escritos en revistas como Zeruko Argia, Comun, Jakin, Anaitasuna, RIEV, Euskera..., publicó más de 20 libros. Su trabajo bibliográfico desde 1977 se centró en dos áreas principales:
- Por un lado, el propio libro entendiendo como un indicador social el estudio de la producción de libros, entregado en 30 números de la revista Jakin, y de forma más extensa Euskal Idazleak, gaur eta Euskal Kultura gaur. El mundo del libro profundizado en los libros.
- Y, por otro, el catálogo de libros, compuesto por fichas bibliográficas. Trabajó en la creación del Observatorio del Libro Vasco.

Fue un ferviente euskaltzale que denunció en más de una ocasión los daños que conlleva la diglosis y, en especial sobre la prensa declaró: "La prensa en otros idiomas que no son el euskera (fundamentalmente en castellano y francés) es la que fija la diglosis. Pese a los  nombres y títulos en euskera de las revistas que no sean ninún engaño. He aquí algunos puntos graves del periodismo vasco. Vale la pena examinarlo y el deseo de no verlo cara a cara es en detrimento de nosotras y nosotros mismos. Esta relación entre el castellano y francés y la prensa vasca es un problema que deberíamos sacar a la luz en cuanto acabe el año del periodismo vasco." — Joan Mari Torrealdai

### Ensayo
- Ipar Euskal Herria (1969, Jakin)
- Erlijioa hauzipean (1971, Jakin) Joseba Arregi, Joxe Azurmendi, Eusebio Osa, Jose Luis Alvarez, eta Piarres Xarritonekin
- Iraultzaz (1973, Jakin)
- Kultura eta fedea (1974, Jakin) Paulo Agirrebaltzategi, Iñaki Bereziartua, Andoni Sagarna, eta Pello M. Zabaletarekin. ISBN: 84-7240-074-3
- Marx eta Jesus Europan. (1975, Jakin) Joxe Azurmendi, Jesus Mari Mujika, Beatriz Narbaiza, eta Manex Pagolarekin. ISBN 84-7240-081-6
- Euskal idazleak, gaur / Historia social de la lengua y literatura vascas (1977, Jakin) Joseba Intxaustirekin Euskarazko idazleei buruzko ikerketa soziologiko bat.
- Euskal kultura gaur (1997, Jakin) Euskarazko kulturaren egoerari buruzko ikerketa soziologiko mardula.
- El libro negro del euskera (1998, Ttarttalo) Euskarak mendeetan zehar jasandako erasoei buruzko liburua.
- La censura de Franco y el tema vasco (1999). Liburu honek Irun Hiria Saria eskuratu zuen 199an saiakera modalitatean.
- Artaziak - Euskal liburuak eta Francoren zentsura 1936-1983 (2000, Susa)
- Euskaltzaindia, Ekin eta Jarrai (2009, Euskaltzaindia), Imanol  Murura Uriarekin batera
- Asedio al euskera. Más allá del libro negro (2018, Txertoa)
- De la hoguera al lápiz rojo. La Censura franquista en el País Vasco (2019, Txertoa)

### Biografía
- Salbatore Mitxelena (1970, Saber)
- Rikardo Arregi (1971, Jakin) Comisión de Alfabetización, junto a Joseba Arregi Aranburu, y Rikardo Arregi.[17]
- Martin Ugalde, Andoaindik Hondarribira Caracasetik barrena (1998)
- Martin Ugalde: (1921) (2003, Bidegileak) ISBN: 84-457-1989-0[18]
- Imanol Murua, Gipuzkoako alkate (2004, Alkartasuna Fundazioa)
- Karlos Santamaria gaiez gai (2013, Jakin). Junto a  Paulo Agirrebaltzategi, Xabier Apaolaza, Xabier Eizagirre, Andoni Ibarra, y Joseba Intxausti. ISBN: 978-84-95234-4-6
- Luis Villasante.

### Artículos en revistas generales
- Escribió 159 artículos en la revista Jakin, de 1964 a 2020[19]
- Escribió 154 artículos en la revista Anaitasuna[20]

## Premios

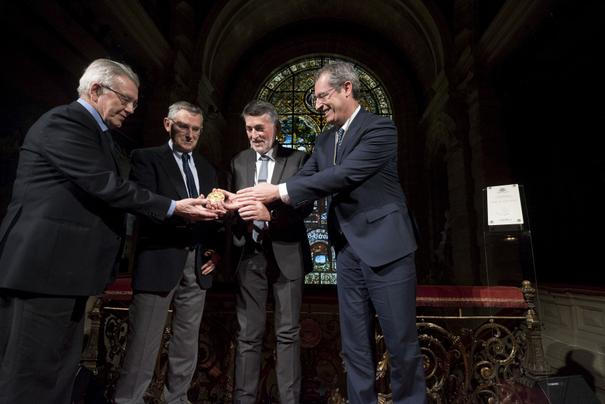
Medalla de Guipúzcoa entregada a la Revista Jakin en 2018

Entre otros, obtuvo los siguientes premios:
- 1972: Premio Kirikiño de Gerediaga Elkartea
- 1977: Premio Gontorra
- 1997: Premio Euskadi de Plata, otorgado por los libreros al libro Euskal kultura gaur, por ser el libro más vendido en la Feria del Día del Libro celebrada en San Sebastián.
- 1998: Premio Euskadi de Plata, otorgado por los libreros al libro El libro negro del euskera, por ser el libro más vendido en la Feria del Día del Libro celebrada en San Sebastián.
- 1999: Premio Literario Ciudad de Irún de la Fundación Kutxa
- 1999: el Ayuntamiento de Forúa da el nombre de Joan Mari Torrealdai a la Casa de Cultura.
- 2005: Pluma del Pen Club Vasco
- 2006: Premio Argizaiola de la Feria de Durango
- 2007: Mención honorífica, XIX. Rikardo Arregi en el Premio de Periodismo
- 2009: Premio Dabilen Elea. Otorgado por EVE, EIE, EIEP, EIZIE y Galtzagorri
- 2010: Premio Lauaxeta por su labor de promoción, difusión y normalización del euskera y la cultura vasca, otorgado por la Diputación Foral de Vizcaya
- 2011: Premio Dabilen Elea
- 2015: Gana el Premio Manuel Lekuona.
- 2015: Homenaje de la Asociación de Ikastolas de Euskal Herria en el Kilometroak
- 2018: Recibe la Medalla de Oro de Guipúzcoa con Jakin Taldea (Jose Azurmendi, Joseba Intxausti, Paulo Agirrebaltzategi y Joan Mari Torrealdai).